# Mistrzostwa Europy w Lekkoatletyce 1954 – pchnięcie kulą mężczyzn

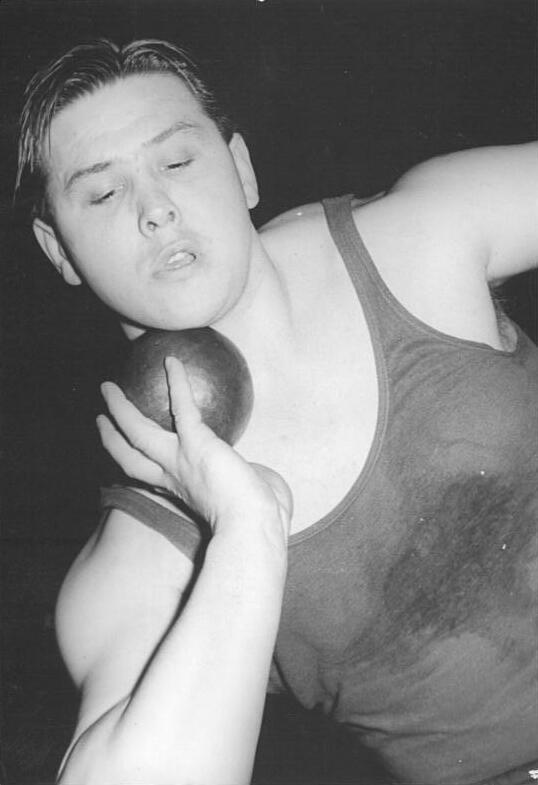
Jiří Skobla

Pchnięcie kulą mężczyzn było jedną z konkurencji rozgrywanych podczas V Mistrzostw Europy w Bernie. Kwalifikacje i finał zostały rozegrane 27 sierpnia 1954. Zwycięzcą został reprezentant Czechosłowacji Jiří Skobla. W rywalizacji wzięło udział dwudziestu czterech zawodników z piętnastu reprezentacji.

## Rekordy
| Rekord świata     | Parry O’Brien (USA) | 18,54 | Los Angeles, Stany Zjednoczone | 11.06.1954 |
| Rekord Europy     | Jiří Skobla (CSK)   | 17,54 | Aue, NRD                       | 22.09.1953 |
| Rekord mistrzostw | Gunnar Huseby (ISL) | 16,74 | Bruksela, Belgia               | 25.08.1950 |

## Wyniki

### Kwalifikacje
| Miejsce | Zawodnik               | Wynik | Uwagi |
| ------- | ---------------------- | ----- | ----- |
| 1       | Heino Heinaste         | 15,90 | Q     |
| 2       | Jiří Skobla            | 15,86 | Q     |
| 3       | Oto Grigalka           | 15,52 | Q     |
| 4       | John Savidge           | 15,46 | Q     |
| 5       | Gabriel Georgescu      | 15,27 | Q     |
| 6       | Reijo Koivisto         | 15,15 | Q     |
| 7       | Petar Šarčević         | 15,12 | Q     |
| 8       | Josef Stoklasa         | 15,09 | Q     |
| 9       | Raymond Thomas         | 15,09 | Q     |
| 10      | Roland Nilsson         | 14,92 | Q     |
| 11      | Erik Uddebom           | 14,83 | Q     |
| 12      | Ferenc Kövesdi         | 14,82 | Q     |
| 13      | János Mihályfi         | 14,72 | Q     |
| 14      | Yrjö Puntti            | 14,67 | Q     |
| 15      | Edouard Vandezande     | 14,51 | Q     |
| 16      | Mark Pharaoh           | 14,50 | Q     |
| 17      | Lucien Guillier        | 14,43 |       |
| 18      | Skúli Thorarensen      | 14,35 |       |
| 19      | Alois Schwabl          | 14,14 |       |
| 20      | Max Hubacher           | 14,13 |       |
| 21      | Konstandinos Jatanagas | 14,01 |       |
| 22      | Nuri Turan             | 13,74 |       |
| 23      | Willy Senn             | 13,70 |       |
| 24      | Willy Wuyts            | 13,64 |       |

### Finał
| Miejsce | Zawodnik           | Wynik | Uwagi |
| ------- | ------------------ | ----- | ----- |
| 1       | Jiří Skobla        | 17,20 | CR    |
| 2       | Oto Grigalka       | 16,69 |       |
| 3       | Heino Heinaste     | 16,27 |       |
| 4       | Roland Nilsson     | 16,17 |       |
| 5       | John Savidge       | 16,10 |       |
| 6       | Ferenc Kövesdi     | 15,70 |       |
| 7       | Gabriel Georgescu  | 15,48 |       |
| 8       | Petar Šarčević     | 15,43 |       |
| 9       | Reijo Koivisto     | 15,39 |       |
| 10      | Raymond Thomas     | 15,35 |       |
| 11      | János Mihályfi     | 15,18 |       |
| 12      | Josef Stoklasa     | 15,13 |       |
| 13      | Yrjö Puntti        | 15,02 |       |
| 14      | Erik Uddebom       | 15,01 |       |
| 15      | Edouard Vandezande | 14,94 |       |
| 16      | Mark Pharaoh       | 14,65 |       |